# هالی نی‌یر
هالی نی‌یر (انگلیسی: Holly Near؛ زادهٔ ۶ ژوئن ۱۹۴۹) موسیقی‌دان، ترانه‌سرا، بازیگر، تهیه‌کننده موسیقی و مربیِ انگیزشی اهل ایالات متحده آمریکا است.

## گزیدهٔ فیلم‌شناسی
- تن‌به‌تن هوایی (۱۹۹۱)
- سلاخ‌خانه شماره پنج (۱۹۷۲)